# Синявець приязний
Синявець приязний (Polyommatus amandus) — вид денних метеликів родини синявцевих (Lycaenidae).

## Поширення
Вид поширений у Європі, Північній Африці та Західній Азії від Марокко та Іспанії до Ірану та Уральських гір.
В Україні поширений у лісовій, лісостеповій та степовій зонах, на Закарпатті та у Криму. Трапляється на узліссях, лісових полянах, вологих луках.

## Опис
Переднє крило завдовжки 14-18 мм. Крила самців зверху блакитні, з сильним блиском, затемнені до зовнішнього краю; у самиць — коричневі, з декількома помаранчевими лунками біля заднього кута задніх крил.

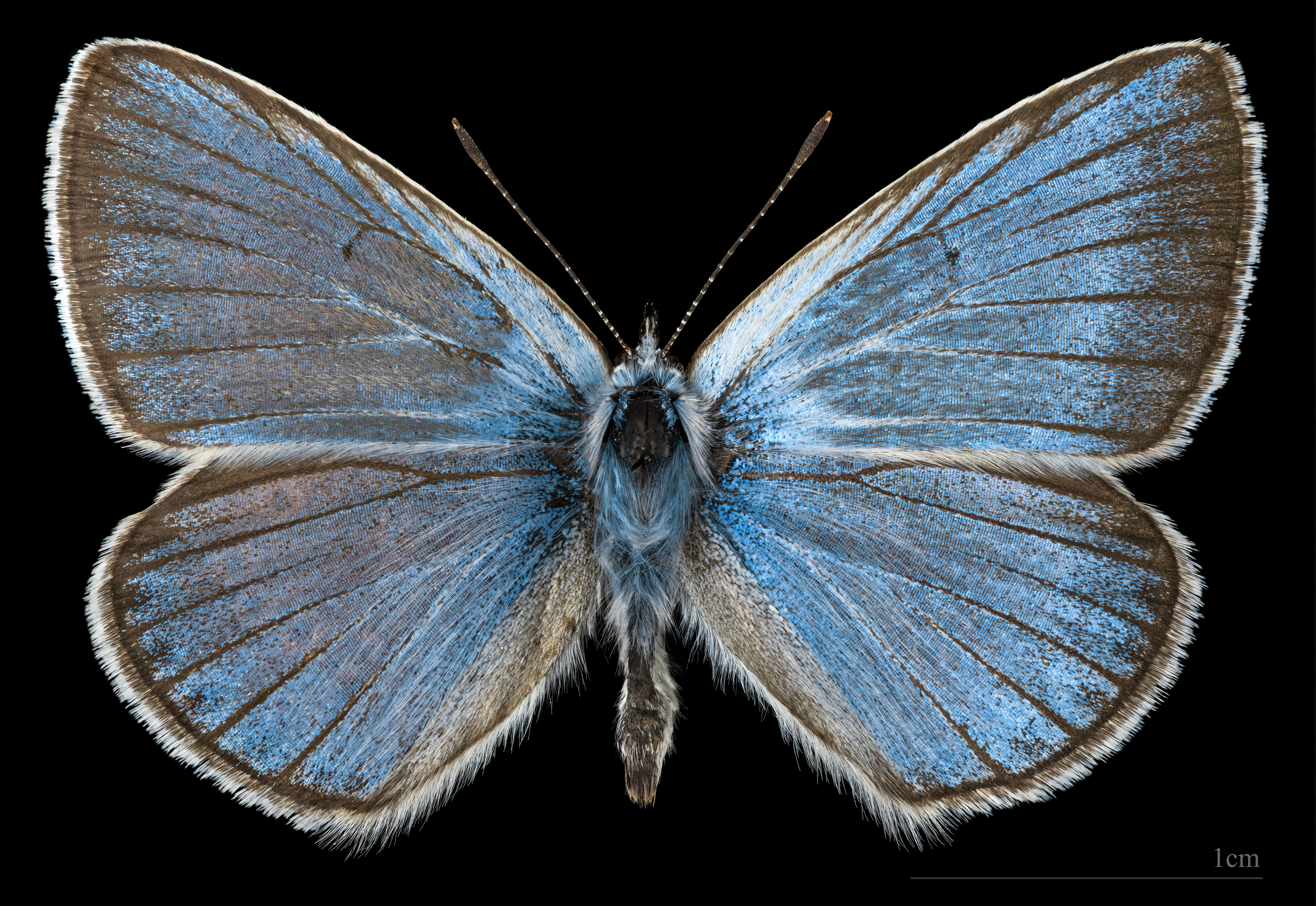
Polyommatus amandus ♂
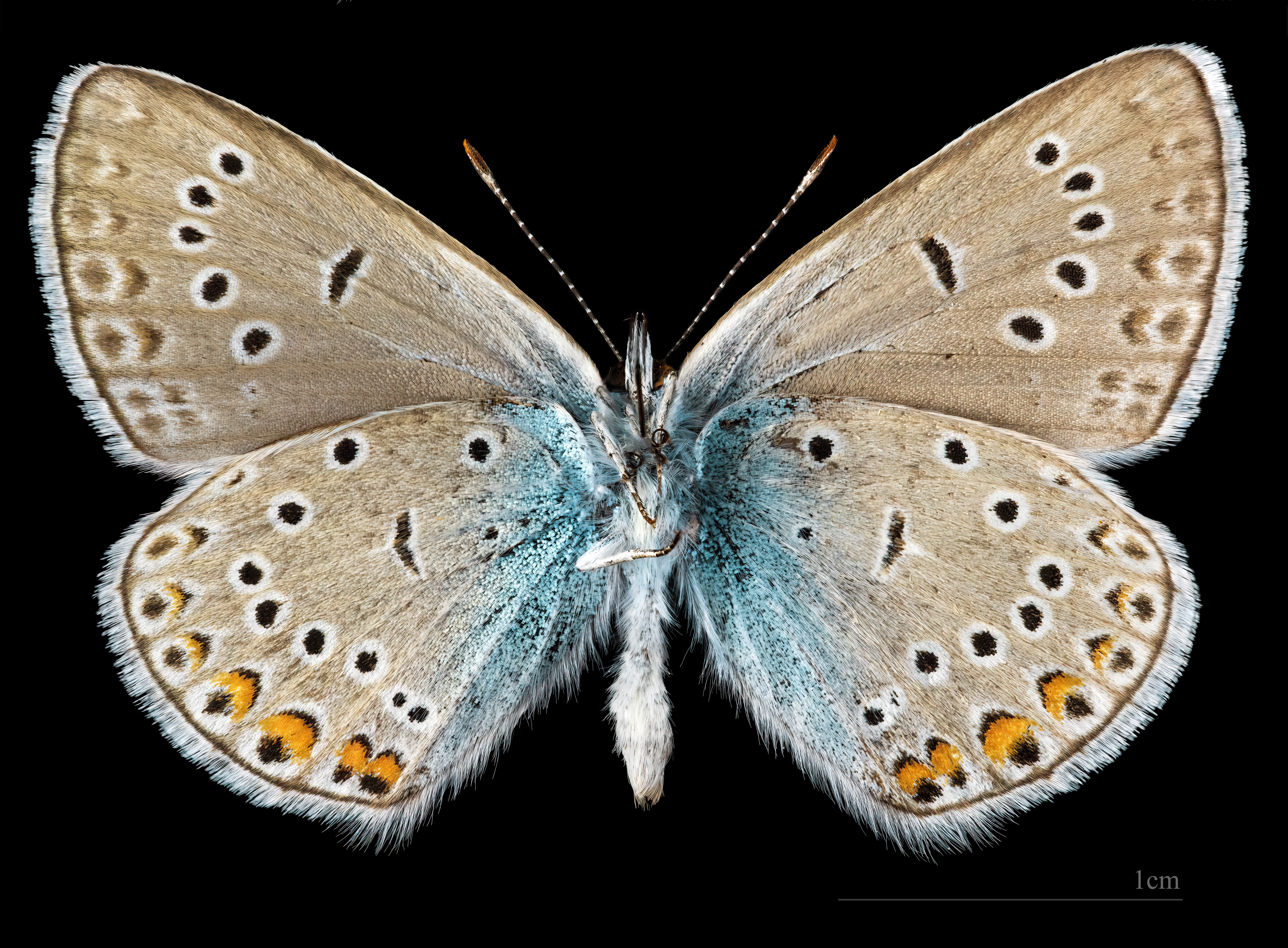
Polyommatus amandus ♂ △

## Спосіб життя
Метелики літають у червні-липні. Розвивається в одному поколінні. Гусінь розвивається з вересня по травень, зимує серед опалого листя на поверхні ґрунту. Кормовими рослинами гусениць є чина лучна (Lathyrus pratensis), горошок кашубський (Vicia cassubica), горошок мишачий (Vicia cracca), горошок волохатий (Vicia villosa). Мірмекофільний вид. Паразитує у гніздах мурах Lasius niger, Myrmica specioides, Formica cinerea.